# Морис, Эмиль (политик)
Эмиль Морис (фр. Émile Maurice; 8 июля 1910, Фор-де-Франс — 13 января 1993, Мартиника) — государственный и политический деятель Мартиники. Сторонник интеграции Мартиники в состав Франции. С 1970 по 1992 год являлся председателем генерального совета Мартиники.

## Биография
В 1957 году начал политическую карьеру, когда был избран генеральным советником Сен-Жозефа. В 1958 году стал соучредителем «Мартиникской прогрессивной партии» вместе с Эме Сезером. В 1959 году был избран мэром Сен-Жозефа и оставался им до смерти в 1993 году.
В 1958 году голлист Эмиль Морис заявил, что не согласен с Эме Сезером и покинул «Мартиникскую прогрессивную партию», а затем присоединился к «Союзу за Новую Республику». С тех пор он выступал против автономии острова и вместе с Камилем Пети и Виктором Сабле был одним из самых яростных сторонников присоединения к Франции.
Являлся председателем «Объединения в поддержку республики» в Мартинике в течение нескольких лет и был известен как видный член партии.

## Память
Его именем названа палата в здании собрания Высшего совета Мартиники в Фор-де-Франсе.
Ему посвящен бюст в Сен-Жозефе и улица в Фор-де-Франс.